# シャトレーゼホールディングス
株式会社シャトレーゼホールディングスは、山梨県甲府市に本社を置く食品メーカー「シャトレーゼ」およびその関連会社の持株会社である。

## 歴史

### 創業から1970年代まで

現在の1つ前である2代目ロゴ。初代はカタカナ表記。

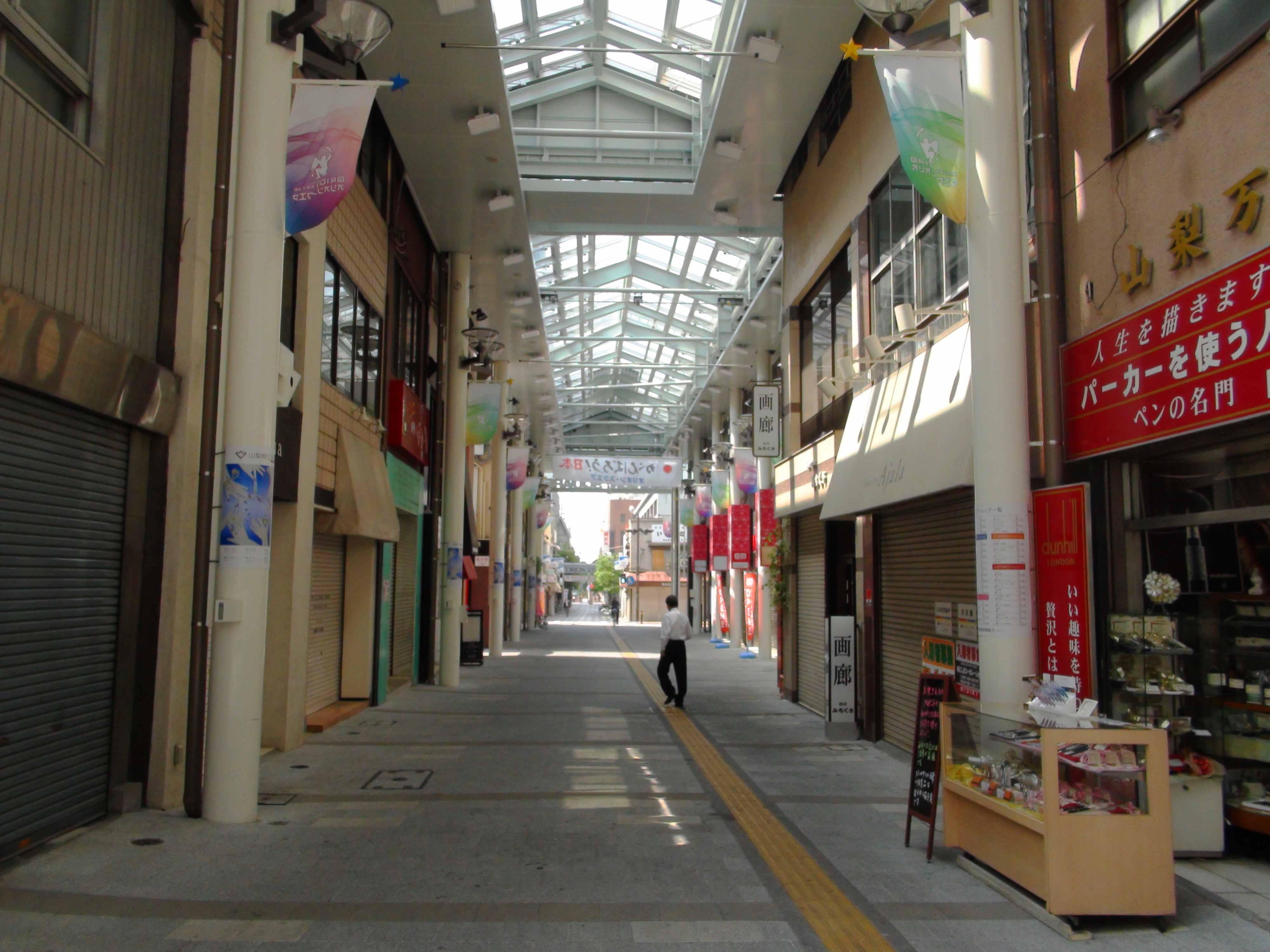
シャトレーゼ発祥の地である「オリオンスクエア」

1954年（昭和29年）、甲府市丸の内のオリオン通り（現在の「オリオンスクエア」）に今川焼き風のお菓子専門店甘太郎（あまたろう）を開店。実演販売により焼きたての商品を販売していたことから行列ができるほどに繁盛し、1959年（昭和34年）には有限会社甘太郎を設立し、山梨県や長野県に10店舗を出店するまでになった。しかし商品の性質上売れるのは冬場のみであったことから、「有限会社甘太郎」社長の兄である齊藤寛は1964年（昭和39年）に故郷である東山梨郡勝沼町（現在の甲州市）にて大和アイス株式会社（やまとアイス）を設立し、アイスクリームの製造・販売を開始した。当初は大手メーカーに押され儲けが出なかったが、アイスクリームと一緒に研究開発していたシュークリームと組み合わせたシューアイスを10円で販売。この「開発した商品を安く売る」という方針がその後の洋菓子ビジネスに反映されることになる。
その後甘太郎、大和アイスともに成長を続け、1967年（昭和42年）に両社を合併し、シャトレーゼ（フランス語で「城」を意味する「シャトー」と、「ブドウ」を意味する「レザン」を組み合わせた造語。以下「（旧）シャトレーゼ」）を設立。大和アイス側を存続会社とし、齊藤寛が社長に就任した。一方で大和アイス側に吸収される形となった甘太郎は創業地のオリオン通りから撤退したが、2010年（平成22年）に「シャトレーゼオリオン通り店」を出店し、2014年（平成26年）まで営業を続けていた。

### 1980年代から1990年代
合併により設立された（旧）シャトレーゼは安価で商品を提供し、1980年（昭和55年）にはフランチャイズによる店舗展開により首都圏にも進出。また、工場から店舗まで卸売を通さない工場直売店を各地に設置すべく準備を始め、1984年（昭和59年）に本社を勝沼町から山梨県によって造成された山梨県食品工業団地に移転し、「本社兼中道工場」を稼働。1986年（昭和61年）に千葉県の国道16号沿いに「工場直売店1号店」をオープン。この時期中央自動車道が全線開通したことも功を奏し、首都圏だけでなく全国各地から出店申込みが相次ぎ全国展開を進めていった。
1994年（平成6年）より、契約農場から素材を直接仕入れる「ファーム・ファクトリー」に対応するため北巨摩郡白州町（現在の北杜市）に「白州工場」を、店舗増加に対応するため物流センター機能を備えた「豊富工場」を1997年（平成9年）に稼働開始し、北は東北地方から西は中国地方・四国地方まで直売店がオープンしていった。

### 2000年代
2000年代に入り、食品以外の事業にも進出を開始。まず2000年（平成12年）にこれまで空白地だった北海道に進出し、夕張郡栗山町に宿泊・温泉施設を備えたゴルフ場「シャトレーゼカントリークラブ札幌」をオープン。2002年（平成14年）には経営破綻したソフィアのリゾート施設「札幌テルメ」を買収しシャトレーゼ ガトーキングダム サッポロとして再開。北海道以外にも山梨県にある雪印乳業（現雪印メグミルク）子会社の「雪印ベルフォーレ」の全株式を取得し、シャトレーゼベルフォーレワイナリーを設立。また長野県の南佐久郡川上村にある「八ケ岳ザイラーバレースキー場」を買収し、シャトレーゼスキーリゾート八ヶ岳としてリニューアルオープン。さらに関東地方や甲信越地方のゴルフ場を次々と買収するなど特にリゾート事業に本腰を入れるようになった。
一方で本業の食品事業も同じ時期に山梨県外初の生産拠点である「栗山工場」が稼働開始し、北海道にも店舗が相次いで開店するなど全国展開が進められていった。しかし2000年代中盤に金属片混入や水道水白濁など食の安全に関わる問題を相次いで起こした。これらは（旧）シャトレーゼが主原因ではないものの、当時の健康ブームによる煽りに加え雪印乳業や不二家など同業他社が相次いで食に関する不祥事を起こしていたさなかの出来事であったため、売上が低迷する結果となった。これに対し、食物アレルギーや糖尿病の対策を取り込んだ健康志向の商品を開発するとともにこれまで一族経営だった経営を改め、2008年（平成20年）1月に埼玉高速鉄道の経営再建を手掛けた杉野正を社長に招聘し、それまで社長だった齊藤寛は会長に就任した。しかしリゾート事業の進出に積極的だった創業者一族に対しあくまで菓子事業で得た利益は菓子事業に還元すべきと主張する杉野とで対立が発生し、就任わずか5か月の同年6月に杉野は退任。後任には齊藤寛の甥である斎藤誠が就任した。一族経営に戻ったシャトレーゼであるが杉野の主張は全面的に否定されたわけではなく、後述の持株会社化へ繋がった。
2008年（平成20年）にはインターネットショッピングサイト「シャトレーゼオンラインショップ」をオープンし、ネット上で予約した商品を直営店で受け取れるだけでなく直営店が存在しない地域にも自宅へ配送することもできるようになった。2009年（平成21年）には福岡県福岡市に「博多工場」を稼働させ、空白地帯だった九州地方にも進出した。

### 2010年代
2010年（平成22年）4月、（旧）シャトレーゼは持株会社に移行し、シャトレーゼホールディングスへ商号変更した。同時に事業会社として新たに設立された「シャトレーゼ」および整理・集約されたリゾート企業3社を傘下とし、各事業の効率化を図った。持株会社化後は海外にも進出を開始し、アジア圏に直営店を出店したほか、2012年（平成24年）にはオランダの菓子製造会社である「メートル・ポール」を買収しオランダ1号店を開店。2015年（平成27年）には九州の菓子製造会社であるさかえ屋を傘下に収め、九州地方の販売強化を図った。

### 2020年代
2022年（令和4年）4月7日、佐藤可士和がデザインした新しいロゴマークの制定を発表。シャトレーゼに加え、ワイナリーやゴルフ場などグループ全体に順次導入。
2024年（令和6年）3月1日、日本酒「白馬錦」製造の「株式会社薄井商店」を買収し、日本酒製造に参入。同年8月1日には「白馬錦酒造株式会社」に社名変更。

## グループ企業

### 日本

#### 食品事業
- シャトレーゼ - 2010年に持株会社化と同時に新設。
- さかえ屋 - 1949年創業の福岡県の菓子製造会社。2015年、全株式の3分の2を取得し傘下に入れる[11]。
- 亀屋万年堂 - 1938年に東京都にて創業した和菓子製造会社。2021年1月15日付で同社および生産会社である亀屋万年堂製菓を買収、全株式を取得し傘下に入れる[12]。
- 菜花堂 - 岩手県一関市に本社を置く冷凍和洋菓子製造会社。2022年1月18日に親会社の昭和産業から全株式を取得し傘下に入れる[13]。

#### リゾート事業
- シャトレーゼベルフォーレワイナリー - 1985年創業。ホールディングス化前は （旧）シャトレーゼの子会社。
- 札幌シャトレーゼ - 2010年にホールディングス化と同時に「シャトレーゼ ガトーキングダム サッポロ」と「石狩リゾート」を合併し、新設。
- シャトレーゼリゾート八ヶ岳 - 2002年創業。ホールディングス化前は （旧）シャトレーゼの関連会社である「シーアール・エス」の子会社。
- シャトレーゼホテル談露館 - 山梨県甲府市の老舗ホテル。2023年6月1日付で運営会社の全株式を買収し子会社化[14]。
- 唐津シーサイドホテル - 佐賀県唐津市の老舗ホテル。2023年12月19日付で運営会社の全株式を買収し子会社化[15]。

#### ワイナリー事業
- シャトレーゼベルフォーレワイナリー
- シャトレーゼベルフォーレワイナリー勝沼ワイナリー

#### 日本酒醸造事業
- 白馬錦酒造

### オランダ
- メートル・ポール - 1984年創業のオランダの菓子メーカー。2012年全株式取得し傘下入り[16]。

## ゴルフ場
経営破綻したゴルフ場を買収し、各地で運営を行っている。ここでは札幌シャトレーゼならびにシャトレーゼリゾート八ヶ岳が運営する施設以外のゴルフ場について記載する。

### 日本
- 城山カントリー倶楽部（栃木県足利市）
- 東雲スポーツセンター（栃木県塩谷郡高根沢町）
- 東京国際ゴルフ倶楽部（東京都町田市）
- 都留カントリー倶楽部（山梨県都留市）
- 勝沼ゴルフコース（山梨県甲州市）
- 春日居ゴルフ倶楽部（山梨県笛吹市）
- 甲斐ヒルズカントリー倶楽部（山梨県甲斐市）
- 昇仙峡カントリークラブ（山梨県甲斐市）
- 富士見ヶ丘カントリー倶楽部（静岡市清水区）
- ユーグリーン中津川ゴルフ倶楽部（岐阜県中津川市）

### オーストラリア
- Lakelands Golf Club（オーストラリアクイーンズランド州）

## スポーツ
1983年（昭和58年）に女子ハンドボール部を設立し、日本ハンドボールリーグに参入していたが、2003年（平成15年）に解散。
2004年（平成16年）よりJリーグ・ヴァンフォーレ甲府の背中スポンサーになっていた。ヴァンフォーレは翌2005年（平成17年）にJ1昇格を果たしたが、同時期に発生した金属片混入の影響により経営が悪化したことからこの年限りでスポンサーを撤退した。

## テレビ番組
- 日経スペシャル カンブリア宮殿（テレビ東京）
  - 大手に出来ないことをやれ！ 格安スイーツで年商500億円！ 反骨のシャトレーゼ80歳の執念（2014年11月6日）[17]
  - コロナでも快進撃！ スイーツのシャトレーゼの独自戦略（2020年10月15日）[18]

## 書籍

### 関連書籍
- 宝島社編『おいしい！ シャトレーゼBOOK』2021年1月18日、宝島社 TJMOOK ISBN 9784299012180
- 齊藤寛『シャトレーゼは、なぜ「おいしくて安い」のか』2021年9月21日、CCCメディアハウス ISBN 9784484212289